# Redczyce
Redczyce – wieś w Polsce położona w województwie kujawsko-pomorskim, w powiecie żnińskim, w gminie Żnin.
W latach 1975–1998 miejscowość administracyjnie należała do województwa bydgoskiego. Według Narodowego Spisu Powszechnego (III 2011 r.) liczyła 91 mieszkańców. Jest 37. co do wielkości miejscowością gminy Żnin.

## Zbrodnie wojenne
W roku 2015 Pracownia Badań Historycznych i Archeologicznych Pomost przeprowadziła tam ekshumację kilkudziesięciu Niemców, zamordowanych w styczniu 1945 przez Armię Czerwoną, żołnierzy Wehrmachtu, kobiet i dzieci.